# جوني أرمسترونغ
جوني أرمسترونغ (بالإنجليزية: Johnny Armstrong)‏ هو لاعب كرة قاعدة أمريكي، ولد في 10 أغسطس 1897 في كانساس في الولايات المتحدة، وتوفي في 30 أبريل 1960 في دوبوك في الولايات المتحدة.

## وصلات خارجية
- جوني أرمسترونغ على موقع مرجع كرة القدم المحترفة.كوم (الإنجليزية)
- جوني أرمسترونغ على موقع قاعة آيوا للمشاهير الرياضية (الإنجليزية)